# Roderic O'Gorman
Roderic O'Gorman (sinh ngày 12 tháng 12 năm 1982) là một chính khách của Đảng Xanh Ailen làm Bộ trưởng Trẻ em, Người khuyết tật, Bình đẳng và Hòa nhập trong chính phủ Ireland kể từ tháng 6 năm 2020. Ông đã từng là một Teachta Dála (TD) cho Dublin West kể từ cuộc tổng tuyển cử vào năm 2020. Ông từng là Chủ tịch Đảng Xanh từ 2011 đến 2019.

## Đầu đời
O'Gorman có nguồn gốc từ Mulhuddart, và hiện đang sống ở Blanchardstown. Ông là giảng viên luật tại Trường Luật và Chính phủ tại Đại học Dublin City, nơi ông là chủ tịch chương trình của Cử nhân Nghệ thuật về Kinh tế, Chính trị và chương trình Luật. Trước đó, ông làm việc tại Griffith College, nơi ông giảng dạy và là giám đốc khóa học trong năm năm. Ông đã hoàn thành bằng đại học luật tại Trinity College, sau đó là Thạc sĩ Luật về luật EU tại Trường Kinh tế Luân Đôn. Ông đã hoàn thành bằng PhD mang tên "Quyền công dân của Liên minh, các quyền xã hội và cách tiếp cận của người Marshall" tại Trinity College, Dublin vào năm 2011. Ông là người đồng tính công khai.